# 呂超 (民国)
呂 超（りょ ちょう）は、中華民国、中華人民共和国の軍人。四川軍に属した中国同盟会系列の人物である。字は漢群、号は平林。祖籍は湖南省。

## 事跡

### 革命派として
四川陸軍小学堂第1期に入学し、1909年（宣統元年）に卒業した。その後、南京の陸軍第四中学に入学している。この時に革命派思想に傾倒して、中国同盟会に加入した。1910年（宣統2年）春、保定陸軍軍官学校に入学する。
1911年（宣統3年）10月の武昌起義が勃発すると、上海へ向かう。この時、陳其美の指示を受けて再び北方に戻り、李石曽・汪兆銘（汪精衛）らと共に北京で同盟会京津分会を創設した。しかし、1912年（民国元年）2月、袁世凱の示唆を受けた北洋軍第3鎮により京津分会は粛清されてしまう。呂超は逃走して四川に戻った。
四川に戻った呂超は、同盟会系の川軍第5師師長熊克武の配下に加わる。1913年（民国2年）、第5師第2団団長に昇進した。同年、熊に従い二次革命（第二革命）に参戦したが、敗北して上海に逃亡する。さらに日本に留学して、浩然学社で学んだ。1914年（民国3年）、孫文（孫中山）が中華革命党を組織すると、呂超もこれに加入している。同年12月に帰国し、密かに反袁活動に従事した。

### 四川混戦の中で
1915年（民国4年）12月、護国戦争（第三革命）が勃発する。呂超は中華革命軍川南司令と称して挙兵し、四川省へ進軍してきた蔡鍔率いる護国軍第1軍に合流した。呂超は、四川南部での袁世凱派軍隊との戦いで軍功をあげ、護国軍の勝利に貢献した。1916年（民国5年）6月、第5師第58団団長に任命された。
1918年（民国7年）2月、孫文らの南方政府により四川靖国軍総司令に任命された熊克武の命令により、呂超は成都へ先鋒として進攻する。そして北京政府派の四川督軍劉存厚を撃破し、これを四川省から駆逐した。これにより、熊克武が四川督軍、楊庶堪が四川省長に任命され、呂超は第5師師長となった。
しかし1919年（民国8年）になると、熊克武は陳炯明、唐継尭、趙恒惕らと連合して、聯省自治を主張し、孫文との路線対立を惹起する。これにより1920年（民国9年）4月、呂超ら孫文派の軍人たちは「倒熊」戦争を開始した。同年7月、呂超は熊を成都から駆逐し、川軍総司令に就任している。しかし熊は、宿敵の劉存厚と和解して共同で反撃し、9月に呂超は敗北して上海に逃亡した。

### 再び四川へ、晩年
以後、呂超は孫文の直属部下となり、国民軍など国内各政治勢力との連合交渉を担当した。1923年（民国12年）5月、この功績により、孫文から大元帥府参軍長に任命された。6月、孫文により四川討賊軍総司令に任命された熊克武が、北京政府派の楊森、劉湘らに攻撃されると、呂超が四川討賊軍第一軍に任命されて四川に戻る。しかし熊は、1924年（民国13年）3月に敗北した。呂超はその後も四川に留まり、四川督理楊森討伐の戦いに参加している。1926年（民国15年）11月、国民政府から四川宣慰使に任命され、北伐に呼応した。
北伐完了後は、李宗仁らの新広西派（新桂系）に味方し、反蔣介石戦争に参加したが、大敗している。1939年（民国28年）10月、中国抗建墾殖社を重慶に創立し、開墾事業を推進した。1948年（民国37年）1月、監察院監察委員に任命された。1949年（民国38年）、四川省国民党部隊の中国共産党への帰順工作に従事している。1950年、中華人民共和国で西南軍政委員会委員に任命された。
1951年7月20日、重慶で病没。享年62（満61歳）。